# Saint-Gourgon
Saint-Gourgon település Franciaországban, Loir-et-Cher megyében. Lakosainak száma 96 fő (2022. január 1.). Saint-Gourgon Gombergean, Saint-Amand-Longpré, Saint-Cyr-du-Gault, Villechauve és Villeporcher községekkel határos.

## Népesség
A település népessége az elmúlt években az alábbi módon változott:
| Lakosok száma | 176  | 145  | 120  | 121  | 120  | 115  | 113  | 104  | 100  | 96   |
|               | 1968 | 1982 | 1990 | 2006 | 2013 | 2015 | 2017 | 2019 | 2020 | 2022 |